# Thrasychirus
Thrasychirus is een geslacht van hooiwagens uit de familie Neopilionidae.
De wetenschappelijke naam Thrasychirus is voor het eerst geldig gepubliceerd door Simon in 1884. 

## Soorten
Thrasychirus omvat de volgende 3 soorten:
- Thrasychirus dentichelis
- Thrasychirus gulosus
- Thrasychirus modestus